# Sergentomyia bimangoui
Sergentomyia bimangoui är en tvåvingeart som beskrevs av Davidson 1990. Sergentomyia bimangoui ingår i släktet Sergentomyia och familjen fjärilsmyggor.
Artens utbredningsområde är Kongo. Inga underarter finns listade i Catalogue of Life.